# Трифонов, Геннадий Николаевич
Геннадий Николаевич Трифонов (3 июня 1945, Ленинград — 16 марта 2011, Санкт-Петербург) — русский советский и российский писатель, поэт, диссидент.

## Биография

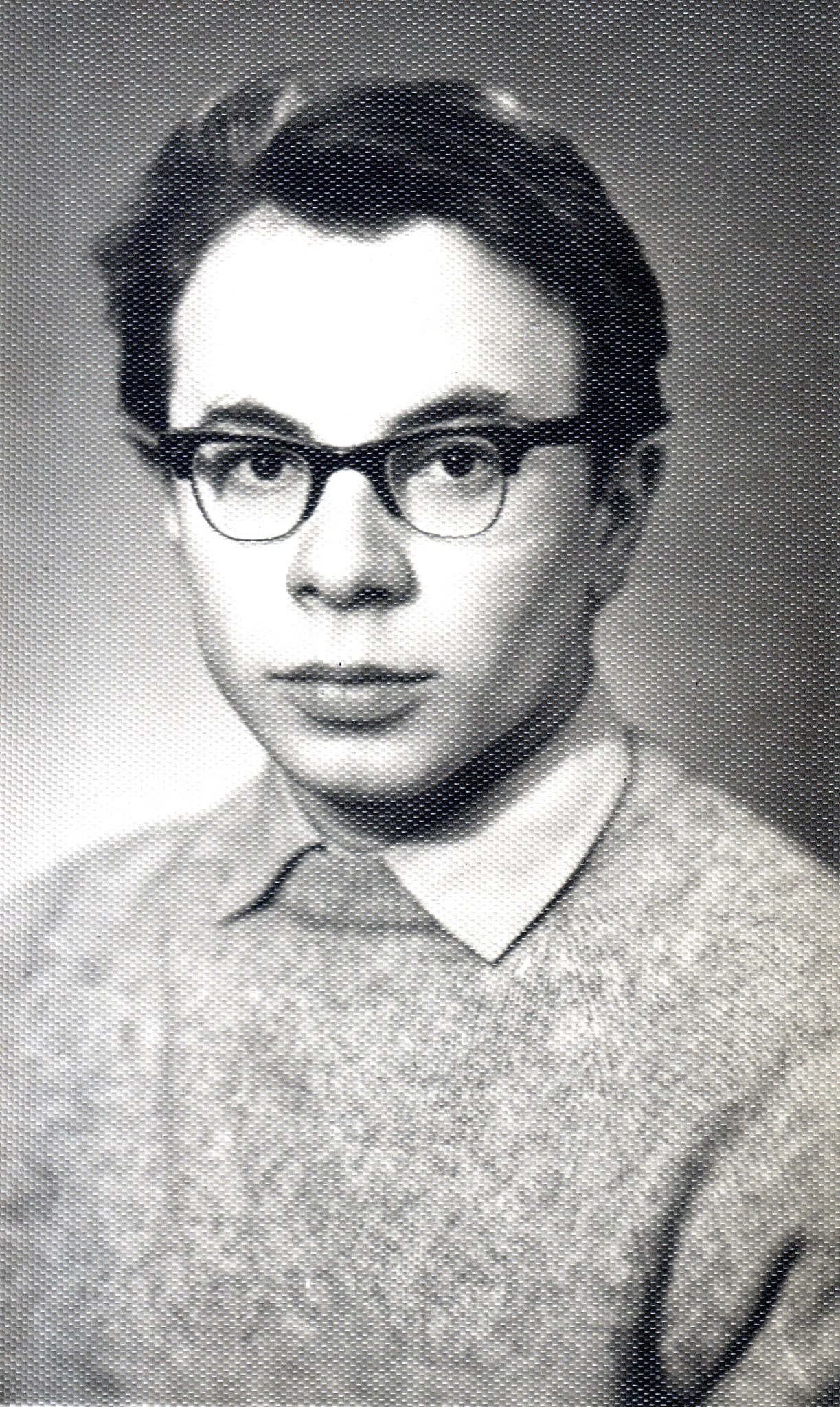
Геннадий Трифонов в юности

Отец — военный, капитан медицинской службы, погиб 9-го мая 1945 года в Берлине в конце войны; мать — Трифонова Екатерина Андреевна, 1914 года рождения, из крестьян Вологодской губернии, приехала в Ленинград в 1927 году, служащая трикотажной фабрики. Занимался самообразованием. Рано начал работать. Проходил срочную службу в рядах ВМФ. Учился в вечерней школе, затем поступил на филологической факультет ЛГУ.
В 1968—1973 гг. был литературным секретарем у писателей Веры Пановой и Давида Дара, ранее был секретарём у Ольги Берггольц.
Несколько лет посещал литературный клуб «Дерзание» при Дворце пионеров, где познакомился с Виктором Кривулиным, Николаем Беляком, Евгением Вензелем, Тамарой Буковской и другими будущими заметными фигурами культурной жизни Ленинграда. В 1970-е подготовил сборник статей о современном искусстве и поэтические книги «Сквозь сад», «Верность апрелю» и «Напрасные стихи» (предисловие к последней написал Давид Дар), участвовал в сборниках «Живое зеркало» (1972; 1974) и «Лепта» (1975). Планировалось издание книги в Калифорнии.
В 1974 году опубликовал в Англии стихотворение «На высылку Солженицына». Весной 1976 вместе с Ю. Вознесенской, И. Синявиным и В. Филимоновым вошёл в общественную редколлегию альманаха стихов и графики «Мера времени», выпуск которого был сорван КГБ. В 1976 за участие в независимых литературных акциях (в том числе в поддержку Солженицына) был обвинён в гомосексуальных контактах и осуждён на 4 года лагерей, этому периоду жизни посвящено произведение «Тюремное письмо». После освобождения работал грузчиком в Доме книги.
С 1988 года публикует литературоведческие статьи в журналах «Аврора», «Нева», «Вопросы литературы», в американских журналах. Выпустил две книги стихотворений и две подборки стихов в английском переводе. Переводил современных американских прозаиков.
В 1988 году был приглашён в США в качестве преподавателя русского языка. В 1989—1992 работал в Швеции, где женился, имел двойное гражданство; окончил аспирантуру Славянского института Стокгольмского университета. С 1995 года преподавал английский язык и вёл курс современной американской литературы.
Автор двух романов — «Два балета Джорджа Баланчина» и «Сетка. Тюремный роман», повестей «Лёва» и «Крестовский остров».
С 2005 года писал статьи и прозу для гей-журнала «Квир».
Пепел Геннадия Трифонова был захоронен в любимом его Павловском парке — в реке Славянка.